# ゴーストリコン2
ゴーストリコン2(Ghost Recon2)は、トム・クランシーシリーズとなるゲームソフトである。ソフトの内容は2007年を舞台に描かれた近未来ミリタリーアクションゲーム。FPSからTPSになった。PS2版とXbox版ではシステムやシナリオが異なる。また、海外ではGC版もあり、PS2版と同じ内容である。Windows版も発売予定だったが、ゴーストリコン アドバンスウォーファイターのリリースにより、キャンセルとなった。PS2版はXbox版より評価はあまり良くなかった。この作品以降のゴーストリコンシリーズはメインキャラクターとしてスコット・ミッチェルと部下が登場するが、作品によって誕生日や経歴などの設定が異なる。北朝鮮が舞台となっているだけに、北朝鮮政府が、このゲームを批判していた。またXbox版では拡張パックとしてリリースされたゴーストリコン2 サミットストライクがある。

## ストーリー
PS2版とGC版のストーリーは同じだが、Xbox版ではストーリーが異なる。

### A.D. 2007 北朝鮮
2007年の北朝鮮。日本海において朝鮮半島の情勢を探っていたアメリカ海軍の新型情報収集船クラレンス・E・ウォルシュが謎のミサイルに撃沈された。真相を探るためアメリカ政府はスコット・ミッチェル率いるゴーストを北朝鮮に送り込む。
2010年、長年の凶作や怠慢は北朝鮮国民に惨状をもたらしていた。政府が軍事費に10億を集中させたことが原因で国土のインフラや農村の基盤が崩壊。例のない人道被害にまで直面する。政府は外国から支援を受け入れざる状況になり、軍事費は抑制されることとなる。北朝鮮軍は、彼らの権限が官僚によって遠くに追いやられることに激しく反発、カリスマ的な指導力を持つジャン将軍の背後に集結する。ジャン将軍は「裏切り者や資本家は、北朝鮮人民の生得権を交換する権利などない」と発表。ジャンの軍隊は他の軍の派閥を速やかに壊滅し、北朝鮮全土に補充の軍隊を動員させる。また、ジャン将軍は北朝鮮で最高の権力を手にすることとなり、東アジアの情勢が不安定となる。アメリカ政府は再びGhostを北朝鮮へ派兵することとなる。
A.D. 2011 北朝鮮
Xbox版はPS2版及びGC版の2007年から4年後の2011年という設定である。
ついに核兵器を保有した北朝鮮は、韓国など周辺のアジア諸国に対して戦争の準備をし、復讐しようとしていた。朝鮮半島が不安定化する前にNATOとアメリカは大規模な平和維持軍を送ろうと考えていた。イギリス、フランス、ドイツ、オーストラリアに支持されたアメリカは北朝鮮の野望を阻止するため、再びゴーストに任務を与えた。スコット・ミッチェルと部下達のゴーストはNATO軍と協力し再び北朝鮮で任務を遂行する。
Xbox版の方が先に発売されているため、後から発売されたPS2版とGC版はXbox版の前のストーリー内容という位置づけで発売されている。

## 主な登場人物
スコット・ミッチェル　　Captain　Scot Mitchell
本作の主人公。　プレイヤーキャラクター、ゴースト・リーダー。　階級は大尉。
優れたリーダーシップを持つ人物で、様々な武器を使いこなす。
ジェニファー・バーク　　Staff Sergeant Jennifer Burke
ジョー・ラミレス　　　  Sergeant First Class Joe Ramirez
デリック・パーカー　　  Master Sergeant Derrick Parker
デビッド・フォスター　　Staff Sergeant Devid Foster
マーカス・ブラウン　　　Staff Sergeant Marcus Brown
ニック・サルヴァトーレ  Sergeant Nick Salvatore
アリシア・ディアズ      Staff Sergeant Alicia Diaz
マイク・キム            Staff Sergeant Mike Kim

## 他作品とのコラボレーション
同社作品の「スプリンターセルカオスセオリー」は今作品と同じ時間軸での舞台設定になっている。ゴーストリコン2ではウォルシュが撃沈された後の展開で北朝鮮と韓国軍・米軍が開戦し、内陸での戦いが中心であるのに対し、カオスセオリーではまったく別の視点からウォルシュが撃沈される前の出来事や、紛争の裏に隠れる真相を解き明かす突き進んだ内容になっている。この紛争自体が非常に複雑な経緯と思惑がある事を、ゴーストリコン2だけでは知る事が出来ないほど非常に興味深い作品になっている。